# Laurel und Hardy: Von der Suppe zum Dessert

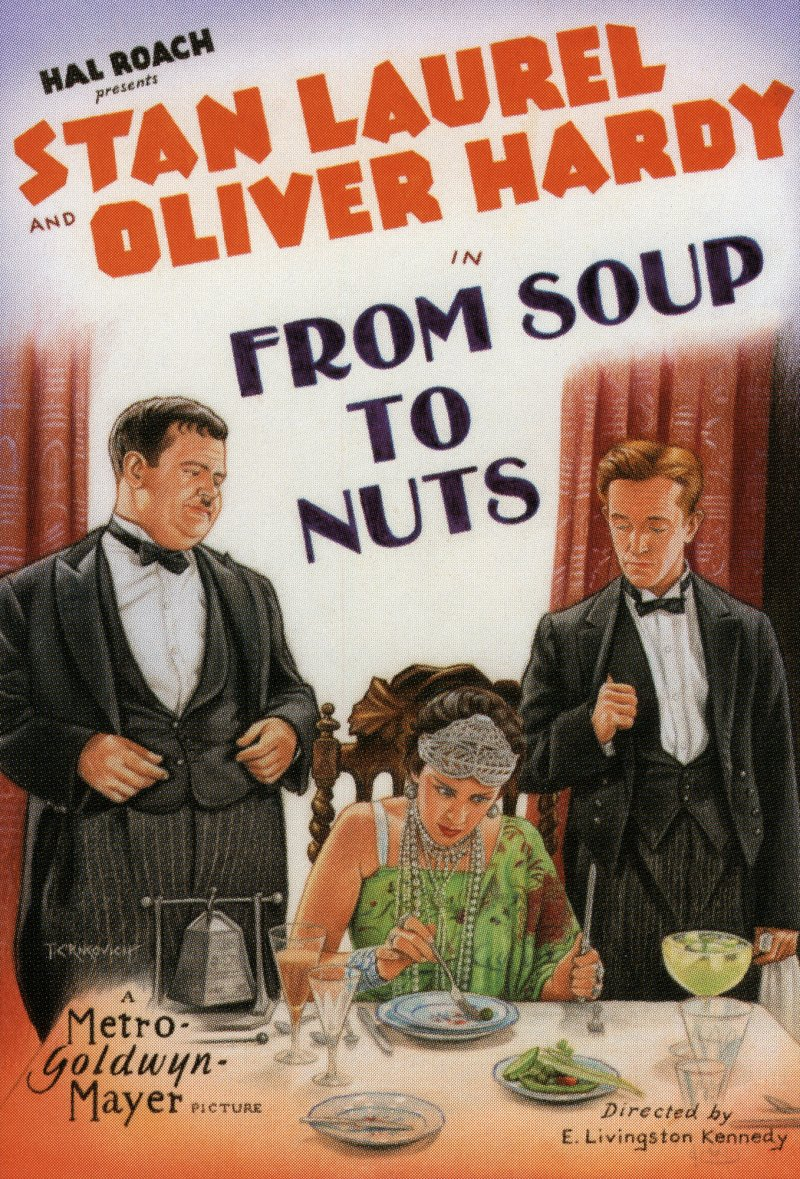
Filmplakat "From Soup to Nuts" (1928)

Von der Suppe zum Dessert (Originaltitel: From Soup to Nuts) ist eine US-amerikanische stumme Kurzfilm-Komödie aus dem Jahre 1928 mit dem Komikerduo Stan Laurel und Oliver Hardy in den Hauptrollen. Regie führte der als Schauspieler wesentlich bekanntere Edgar Kennedy unter dem Pseudonym E. Livingston Kennedy.

## Handlung
Das wohlhabende Ehepaar Culpepper veranstaltet eine Dinnerparty und verlangt von der Arbeitsvermittlung dafür zwei zusätzliche, möglichst kultivierte Servierkräfte. Das Arbeitsamt kann jedoch nur Stan und Ollie auftreiben, die bisher nur in Eisenbahnrestaurants gearbeitet haben. Neu in dieser gehobenen Umgebung erklärt Ollie Stan großzügig, er müsse in einem feinen Haus immer seinen Hut abnehmen – als Stan schon kurz nach ihrer Ankunft den Koch des Hauses dazu zwingen will, seinen Kochhut abzunehmen, gibt es bereits den ersten Streit. Der Koch und Stan zerschlagen in ihrem Streit zahlreiche Teller in der Küche.
Auch beim Servieren haben Stan und Ollie kein Glück: Unter anderem hinterlässt der Hund des Hauses eine Banane, über die sie mehrmals fallen – zwei Torten landen hintereinander auf dem Boden und auch der wütende Mr. Culpepper bekommt durch einen Sturz von Stan eine Ladung Suppe auf seinen Anzug. Mrs. Culpepper fordert Stan und Ollie auf, den Salat „ohne alles“ – sie meint ohne Dressing – zu servieren. Stan denkt, nun müsse er ohne Kleidung servieren – er zögert und wundert sich schockiert, was für eine Art Party das sei, doch schließlich serviert er pflichtgetreu in Unterwäsche. Ollie versucht Stan noch mit einem Anzug vor den Gästen abzuschirmen, doch die empörte Mrs. Culpepper wirft daraufhin Ollie in die mittlerweile dritte Torte.

## Hintergrund
From Soup to Nuts wurde zwischen Dezember 1927 und Januar 1928 gedreht und kam am 24. März 1928 in die amerikanischen Kinos.
Laurel und Hardy machten 12 Jahre innerhalb ihres Langfilms In Oxford ein Remake von From Soup to Nuts: In den ersten 20 Minuten von In Oxford werden sie vom Arbeitsamt zum Ehepaar Wanderwild geschickt, die eine Feier veranstalten. Die etwas snobhafte Gastgeberin Mrs. Culpepper beziehungsweise Mrs. Wanderwild wurde dabei jeweils von Anita Garvin gespielt wird. Viele der Gags wurden wiederverwendet, darunter das Servieren des „Salats ohne alles“ von Stan. Eine Veränderung zwischen den beiden Filmen ist, dass Stan sich zusätzlich in In Oxford noch als Frau verkleiden muss, da die Wanderwilds ein Ehepaar erwarten – dagegen fehlt die Rolle des Dienstmädchens, die von Laurel übernommen wird. Der Part des Koches Pierre ist zwar vorhanden, beschränkt sich aber auf einen Kurzauftritt.